# NGC 3850
NGC 3850 је спирална галаксија у сазвежђу Велики медвед која се налази на NGC листи објеката дубоког неба.
Деклинација објекта је + 55° 53' 12" а ректасцензија 11h 45m 35,5s. Привидна величина (магнитуда) објекта NGC 3850 износи 13,4 а фотографска магнитуда 14,1. Налази се на удаљености од 21,8000 милиона парсека од Сунца. NGC 3850 је још познат и под ознакама UGC 6733, MCG 9-19-174, CGCG 268-79, PGC 36660.